# Bruno Felipe
Bruno Felipe, född 29 mars 1964, är en fransk bågskytt. Han deltog vid olympiska sommarspelen 1992.